# Gottfrid Fineman
Carl Gottfrid Fineman, född 31 juli 1858 i Hudiksvall, död 15 februari 1937 i Ribbingsfors, Amnehärads församling, Skaraborgs län, var en svensk meteorolog och industriman.

## Biografi
Efter mogenhetsexamen i Hudiksvall 1876 blev Fineman filosofie kandidat vid Uppsala universitet 1879, filosofie licentiat 1883 och filosofie doktor 1889. Han var lärare i fysik och meteorologi vid Ultuna 1881–83, fysiker och meteorolog vid HMS Vanadis världsomsegling 1883–85, docent i meteorologi i Uppsala 1889–95, t.f. lärare vid Sjökrigsskolan 1891–1900, lärare 1899–1904 samt var föreståndare för förberedande Sjökrigsskolan 1894–95 och 1896–1901. Han var biträde vid Nautisk-meteorologiska byrån 1896–1904 och dess föreståndare 1904–19.
Fineman var verkställande direktör i Barnängens Tekniska Fabriks AB 1921–26 samt från 1895 disponent för och från 1903 ägare av Ribbingsfors. Han var styrelseledamot i Avesta sulfat- och Trävaru AB 1916–18, i Frånö Nya AB 1916–20 och Kramfors AB 1916–26 samt styrelseordförande i Rederi AB Fredrika och Rederi AB Wilhelmina 1916–26.  Han skrev vetenskapliga arbeten och uppsatser samt invaldes som korresponderande ledamot av Örlogsmannasällskapet 1893.